# Кубадли
Кубадли, також Кашунік — місто та центр району Кубадли в Азербайджані.

## Історія

### Вірменська окупація
Місто було захоплено вірменськими силами 31 серпня 1993 року під час Нагорно-Карабахської війни і знаходилось під управлінням провінції Кашатаг самопроголошеної Республіки Арцах. Місто було перейменовано на «Кашунік» (вірм. Քաշունիք), А також згадувалось як Sanasar Սանասար) та Vorotan (Որոտան) під час окупації.

### Звільнення Азербайджаном
Під час Другої карабаської війни президент Азербайджану Ільхам Алієв оголосив, що азербайджанські війська звільнили місто 25 жовтня 2020 року Згодом було оприлюднено відео, яке підтвердили присутність азербайджанських військ у місті.

## Визначні уродженці
- Чингіз Ілдирим — нарком військово-морських справ Азербайджанської РСР (1920)
- Василь Алієв — національний герой Азербайджану
- Ніямаддін Пашаєв — боєць тхеквандо, чемпіон світу та Європи[5]
- Гейдар Мамедалієв — чемпіон світу з греко-римської боротьби, срібний призер Олімпійських ігор 2004 року
- Шукур Хамідов — національний герой Азербайджану

## Галерея

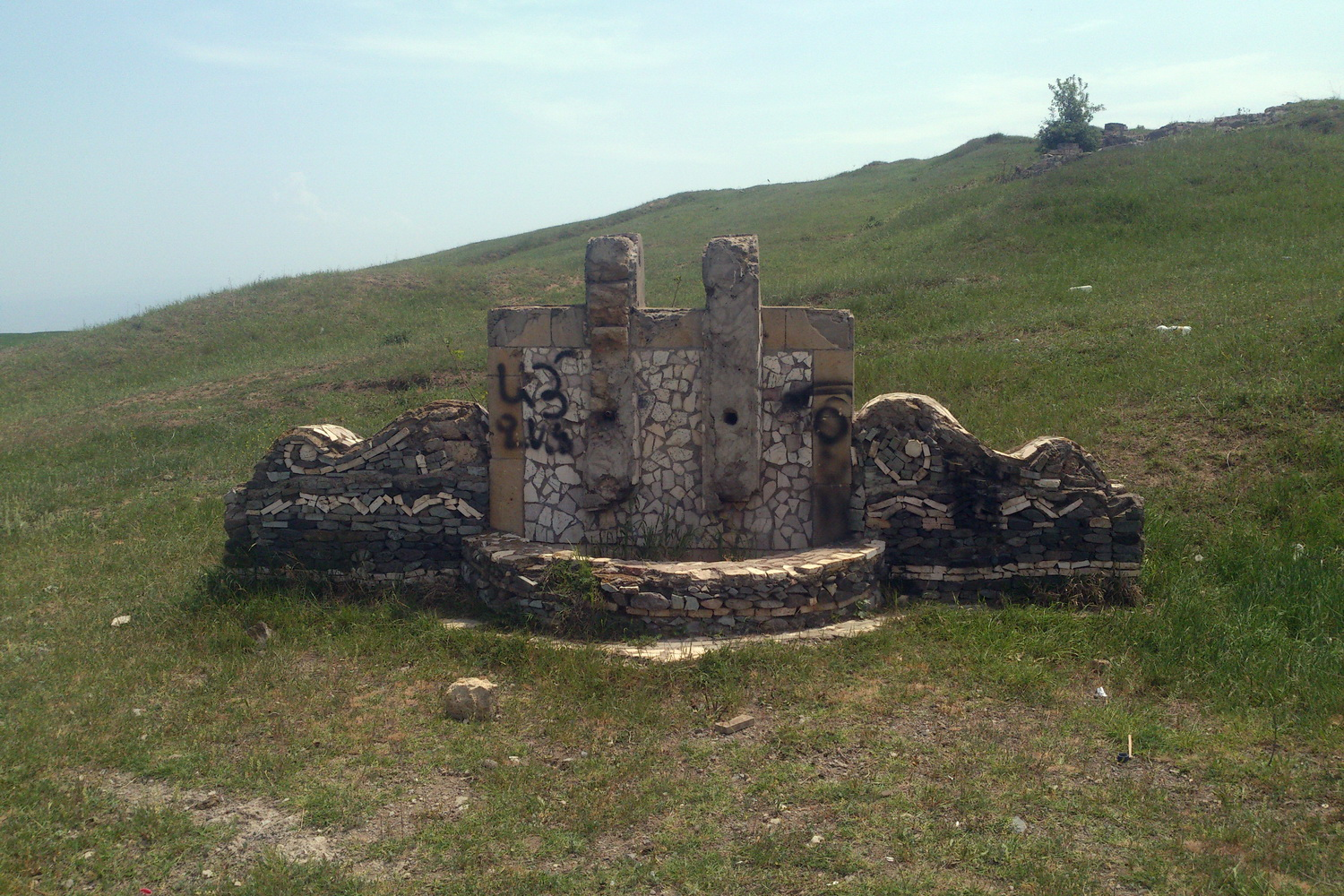
Меморіальна дошка в Кубадли